# Pista de la Serra de Sant Salvador
La Pista de la Serra de Sant Salvador és una pista rural del terme municipal de Conca de Dalt (a l'antic terme de Toralla i Serradell, al Pallars Jussà. Enllaça els pobles de Toralla amb la Serra de Sant Salvador.
Arrenca de Toralla cap al sud-oest, passa per davant de la Casa del Serrat i als peus del Serrat de l'Arnal, i s'adreça cap a les partides d'Arguilers i de Figuerols, que travessa, la Font d'Ou, que deixa a llevant, passa per llevant de les Planasses i la Via, i quan arriba a la Cometa, en el seu extrem sud-oriental, gira en angle recte cap a ponent, i ressegueix la Cometa pel costat de migdia, al peu de les Costes del Serrat. Quan troba la llaueta de Vilanova, la travessa i torna a trencar en angle recte, ara cap al sud, resseguint el Serrat del Conill.
Al cap de poc troba una cruïlla, d'on arrenca cap al sud-est la Carretera de Toralla a Vilanova. En aquest lloc la pista de la Serra de Sant Salvador es desvia cap al sud-oest, per la partida de la Font de Vilanova cap a l'extrem meridional de la Serra del Cavall, on hi ha el Serrat de Vilanova. En aquest lloc la pista gira cap al nord fent tancats revolts per anar guanyant alçària, i, seguitn aproximadament la carena de la Serra del Cavall, puja cap a la Serra de Sant Salvador, fins que arriba davant de l'ermita de Sant Salvador.